# Zombori Sándor
Zombori Sándor, sz. Talián Sándor (Pécs, 1951. október 31. –) magyar labdarúgó, újságíró. A Vasas válogatott labdarúgója. Fia, Zalán szintén válogatott labdarúgó.

## Pályafutása

### Labdarúgóként

#### Klubcsapatban
A Pécsi Dózsában (1959–73) kezdte a labdarúgást 8 évesen. 1973-tól a Pécsi MSC (1973–75) játékosa volt, majd a fővárosba költözik és a Vasasban (1975–82) tölt el hét idényt. Pályafutását Franciaországban folytatja, ahol a Montpellier Hérault SC (1982–85) labdarúgója. Posztja: középpályás.

#### A válogatottban
1974 és 1976 között hétszeres utánpótlás válogatott. 1976-ban az utánpótlás Európa-bajnokságon második helyezett csapat tagja. A magyar válogatottban 26 alkalommal szerepelt 1975 és 1982 között, és 3 gólt szerzett. Argentínában bonyolított, a XI., az 1978-as labdarúgó-világbajnokságon részt vevő magyar csapat oszlopos tagja. Mind a három csoportmérkőzésen kezdőember volt. Az utolsó argentínai világbajnoki csoport meccsen is a nevéhez fűződik a magyar becsületgól.
Emlékezetes a válogatottban szerzett gólja a Bolívia elleni interkontinentális vb-selejtezőn Budapesten. 2:0-s állásnál a 21. percben hatalmas távoli lövéssel vette be a dél-amerikaiak kapuját. A gólról a televízió stábja is lemaradt.

### Újságíróként
Pályafutása befejeztével 1987-től újságíró, több mint egy évtizeden át a Népsport, illetve a Nemzeti Sport munkatársa, rovatvezető-helyettese.
A megalakulás, 2000 óta a Sport Tv szakkommentátora.

## Sikerei, díjai
- Magyar bajnokság
  - bajnok: 1976–77
- Magyar Népköztársasági Kupa (MNK)
  - győztes: 1981
- Utánpótlás Eb-ezüstérmes

## Írásai
- Zseniális-világsztárok – 100 híres futballista: Tóth Könyvkereskedés és Kiadó, 2008 - ISBN 978 9635966899
- Zseniális-világsztárok: Tóth Könyvkereskedés és Kiadó, 2009 - ISBN 978 9635967377
- Rokob Péter-Zombori Sándor: A Törő - Press Sajtóügynökség, ISBN 963-7943-45-5

## Statisztika

### Mérkőzései a válogatottban
| Magyarország | Magyarország       | Magyarország                                    | Magyarország  | Magyarország | Magyarország  | Magyarország  | Magyarország | Magyarország |
| #            | Dátum              | Helyszín                                        | Hazai         | Eredmény     | Vendég        | Kiírás        | Gólok        | Esemény      |
| ------------ | ------------------ | ----------------------------------------------- | ------------- | ------------ | ------------- | ------------- | ------------ | ------------ |
| 1.           | 1975. október 8.   | Łódź                                            | Lengyelország | 4 – 2        | Magyarország  | barátságos    | -            |              |
| 2.           | 1977. február 22.  | Puebla                                          | Mexikó        | 1 – 1        | Magyarország  | barátságos    | -            | 70'          |
| 3.           | 1977. február 27.  | Buenos Aires, Boca Juniors Stadion              | Argentína     | 5 – 1        | Magyarország  | barátságos    | 1            | 38' 61'      |
| 4.           | 1977. március 27.  | Alicante, Estadio José Rico Pérez               | Spanyolország | 1 – 1        | Magyarország  | barátságos    | -            |              |
| 5.           | 1977. április 13.  | Budapest, Népstadion                            | Magyarország  | 2 – 1        | Lengyelország | barátságos    | -            |              |
| 6.           | 1977. április 20.  | Budapest, Népstadion                            | Magyarország  | 2 – 0        | Csehszlovákia | barátságos    | -            |              |
| 7.           | 1977. április 30.  | Budapest, Népstadion                            | Magyarország  | 2 – 1        | Szovjetunió   | vb-selejtező  | -            |              |
| 8.           | 1977. május 18.    | Tbiliszi                                        | Szovjetunió   | 2 – 0        | Magyarország  | vb-selejtező  | -            | 79'          |
| 9.           | 1977. május 28.    | Budapest, Népstadion                            | Magyarország  | 3 – 0        | Görögország   | vb-selejtező  | -            | 74'          |
| 10.          | 1977. október 5.   | Budapest, Népstadion                            | Magyarország  | 4 – 3        | Jugoszlávia   | barátságos    | -            | 80'          |
| 11.          | 1977. október 12.  | Budapest, Népstadion                            | Magyarország  | 3 – 0        | Svédország    | barátságos    | -            |              |
| 12.          | 1977. október 29.  | Budapest, Népstadion                            | Magyarország  | 6 – 0        | Bolívia       | vb-selejtező  | 1            | 21'          |
| 13.          | 1977. november 9.  | Prága, Letná-stadion                            | Csehszlovákia | 1 – 1        | Magyarország  | barátságos    | -            |              |
| 14.          | 1977. november 30. | La Paz                                          | Bolívia       | 2 – 3        | Magyarország  | vb-selejtező  | -            |              |
| 15.          | 1978. április 15.  | Budapest, Népstadion                            | Magyarország  | 2 – 1        | Csehszlovákia | barátságos    | -            |              |
| 16.          | 1978. május 24.    | London, Wembley Stadion                         | Anglia        | 4 – 1        | Magyarország  | barátságos    | -            |              |
| 17.          | 1978. június 2.    | Buenos Aires, Estadio Monumental                | Argentína     | 2 – 1        | Magyarország  | vb-csoportkör | -            |              |
| 18.          | 1978. június 6.    | Mar del Plata, Estadio Mundialista (ARG)        | Olaszország   | 3 – 1        | Magyarország  | vb-csoportkör | -            |              |
| 19.          | 1978. június 10.   | Mar del Plata, Estadio José Maria Minella (ARG) | Franciaország | 3 – 1        | Magyarország  | vb-csoportkör | 1            | 42'          |
| 20.          | 1978. október 29.  | Szaloniki, Kaftanzogliu-stadion                 | Görögország   | 4 – 1        | Magyarország  | Eb-selejtező  | -            |              |
| 21.          | 1978. november 15. | Frankfurt, Waldstadion                          | NSZK          | 0 – 0        | Magyarország  | barátságos    | -            | 55'          |
| 22.          | 1979. március 28.  | Budapest, Népstadion                            | Magyarország  | 3 – 0        | NDK           | barátságos    | -            |              |
| 23.          | 1979. április 4.   | Chorzów, Slask-stadion                          | Lengyelország | 1 – 1        | Magyarország  | barátságos    | -            |              |
| 24.          | 1979. május 2.     | Budapest, Népstadion                            | Magyarország  | 0 – 0        | Görögország   | Eb-selejtező  | -            |              |
| 25.          | 1980. március 26.  | Budapest, Népstadion                            | Magyarország  | 2 – 1        | Lengyelország | barátságos    | -            |              |
| 26.          | 1980. április 30.  | Kassa                                           | Csehszlovákia | 1 – 0        | Magyarország  | barátságos    | -            |              |
|              | Összesen           |                                                 |               | 26           | mérkőzés      |               | 3            | gól          |

## Külső hivatkozások
- https://web.archive.org/web/20090930054421/http://zomborisandor.mindenkilapja.hu/ - kép
- https://web.archive.org/web/20100315190235/http://www.sport1tv.hu/Sport-tv-rol/Szakertoink.html